# Jaroslav Farný
Jaroslav Farný (* 22. února 1955) je bývalý český fotbalista, obránce.

## Fotbalová kariéra
V československé lize hrál za Zbrojovku Brno. Nastoupil v 10 ligových utkáních. V nižších soutěžích hrál i za KPS Brno,

## Ligová bilance
| Ročník                                   | Zápasy | Góly | Klub           |
| ---------------------------------------- | ------ | ---- | -------------- |
| 1. československá fotbalová liga 1975/76 | 10     | 0    | Zbrojovka Brno |
| 1. československá fotbalová liga 1978/79 | -      | -    | KPS Brno       |
| CELKEM 1. liga                           | 10     | 0    |                |